# Општина Канделарија (Кампече)
Канделарија (шп. Candelaria) општина је у Мексику у савезној држави Кампече. Општина се налази на надморској висини од 58 м.

## Становништво
Према подацима из 2010. у општини је живело 41194 становника.

### Хронологија
| Година       | 2000                  | 2005                  | 2010                  |
| ------------ | --------------------- | --------------------- | --------------------- |
| Становништво | 37681 (19296 / 18385) | 37006 (18591 / 18415) | 41194 (20924 / 20270) |

### Попис
| \| \| м \| \| \| ж \| \| 0—2 \| 1.344 \| \| \| 1.323 \| \| 3—5 \| 1.386 \| \| \| 1.371 \| \| 6—11 \| 2.995 \| \| \| 2.814 \| \| 12—14 \| 1.628 \| \| \| 1.565 \| \| 15—17 \| 1.609 \| \| \| 1.498 \| \| 18—24 \| 2.446 \| \| \| 2.567 \| \| 60+ \| 1.879 \| \| \| 1.401 \| \| Просек : \| 27,0 \| \| \| 26,5 \| |       |  |  |       |
| |       |  |  |       |
| | м     |  |  | ж     |
| 0—2 | 1.344 |  |  | 1.323 |
| 3—5 | 1.386 |  |  | 1.371 |
| 6—11 | 2.995 |  |  | 2.814 |
| 12—14 | 1.628 |  |  | 1.565 |
| 15—17 | 1.609 |  |  | 1.498 |
| 18—24 | 2.446 |  |  | 2.567 |
| 60+ | 1.879 |  |  | 1.401 |
| Просек : | 27,0  |  |  | 26,5  |

| #   | Индикатор                                                                                        | Вредност |
| --- | ------------------------------------------------------------------------------------------------ | -------- |
| 1   | Становништво од 0 до 2 године                                                                    | 2667     |
| 2   | Мушко становништво од 0 до 2 године                                                              | 1344     |
| 3   | Женско становништво од 0 до 2 године                                                             | 1323     |
| 4   | Становништво са 3 и више година                                                                  | 38308    |
| 5   | Мушко становништво са 3 и више година                                                            | 19477    |
| 6   | Женско становништво са 3 и више година                                                           | 18831    |
| 7   | Становништво са 5 и више година                                                                  | 36469    |
| 8   | Мушко становништво са 5 и више година                                                            | 18565    |
| 9   | Женско становништво са 5 и више година                                                           | 17904    |
| 10  | Становништво са 12 и више година                                                                 | 29742    |
| 11  | Мушко становништво са 12 и више година                                                           | 15096    |
| 12  | Женско становништво са 12 и више година                                                          | 14646    |
| 13  | Становништво са 15 и више година                                                                 | 26549    |
| 14  | Мушко становништво са 15 и више година                                                           | 13468    |
| 15  | Женско становништво са 15 и више година                                                          | 13081    |
| 16  | Становништво са 18 и више година                                                                 | 23442    |
| 17  | Мушко становништво са 18 и више година                                                           | 11859    |
| 18  | Женско становништво са 18 и више година                                                          | 11583    |
| 19  | Становништво од 3 до 5 година                                                                    | 2757     |
| 20  | Мушко становништво од 3 до 5 година                                                              | 1386     |
| 21  | Женско становништво од 3 до 5 година                                                             | 1371     |
| 22  | Становништво од 6 до 11 година                                                                   | 5809     |
| 23  | Мушко становништво од 6 до 11 година                                                             | 2995     |
| 24  | Женско становништво од 6 до 11 година                                                            | 2814     |
| 25  | Становништво од 8 до 14 година                                                                   | 7216     |
| 26  | Мушко становништво од 8 до 14 година                                                             | 3700     |
| 27  | Женско становништво од 8 до 14 година                                                            | 3516     |
| 28  | Становништво од 12 до 14 година                                                                  | 3193     |
| 29  | Мушко становништво од 12 до 14 година                                                            | 1628     |
| 30  | Женско становништво од 12 до 14 година                                                           | 1565     |
| 31  | Становништво од 15 до 17 година                                                                  | 3107     |
| 32  | Мушко становништво од 15 до 17 година                                                            | 1609     |
| 33  | Женско становништво од 15 до 17 година                                                           | 1498     |
| 34  | Становништво од 18 до 24 године                                                                  | 5013     |
| 35  | Мушко становништво од 18 до 24 године                                                            | 2446     |
| 36  | Женско становништво од 18 до 24 године                                                           | 2567     |
| 37  | Женско становништво од 15 до 49 година                                                           | 10297    |
| 38  | Становништво са 60 и више година                                                                 | 3280     |
| 39  | Мушко становништво са 60 и више година                                                           | 1879     |
| 40  | Женско становништво са 60 и више година                                                          | 1401     |
| 41  | Однос између мушкараца и жена                                                                    | 103.23   |
| 42  | Становништво од нуле до 14 година                                                                | 14426    |
| 43  | Становништво од 15 до 64 године                                                                  | 24241    |
| 44  | Становништво од 65 година и више                                                                 | 2308     |
| 45  | Просечан број деце                                                                               | 3.05     |
| 46  | Становништво рођено у ентитету                                                                   | 25532    |
| 47  | Мушко становништво рођено у ентитету                                                             | 12821    |
| 48  | Женско становништво рођено у ентитету                                                            | 12711    |
| 49  | Становништво рођено у другом ентитету                                                            | 15123    |
| 50  | Мушко становништво рођено у другом ентитету                                                      | 7833     |
| 51  | Женско становништво рођено у другом ентитету                                                     | 7290     |
| 52  | Становништво од 5 година и више резидентно у ентитету у јуну 2005. године                        | 33400    |
| 53  | Мушко становништво старосног доба од 5 година и више, резидентно у ентитету у јуну 2005. године  | 16841    |
| 54  | Женско становништво старосног доба од 5 и више година, резидентно у ентитету у јуну 2005. године | 16559    |
| 55  | Становништво од 5 година и више које је живело у другом ентитету у јуну 2005. године             | 2426     |
| 56  | Мушко становништво старије од 5 година које је живело у другом ентитету у јуну 2005. године      | 1277     |
| 57  | Женско становништво старије од 5 година које је живело у другом ентитету у јуну 2005. године     | 1149     |
| 58  | Становништво од 3 године и више које говори аутохтони језик                                      | 2329     |
| 59  | Мушко становништво старо 3 године и више које говори аутохтони језик                             | 1226     |
| 60  | Женско становништво старо 3 године и више које говори аутохтони језик                            | 1103     |
| 61  | Становништво од 3 године и више које говори аутохтони језик и не говори шпански језик            | 60       |
| 62  | Мушко становништво старо 3 године и више које говори аутохтони језик и не говори шпански         | 11       |
| 63  | Женско становништво старо 3 године и више које говори аутохтони језик и не говори шпански језик  | 49       |
| 64  | Становништво старо 3 године и више које говори аутохтони језик и шпански                         | 2170     |
| 65  | Мушко становништво старо 3 године и више које говори аутохтони језик и шпански                   | 1167     |
| 66  | Женско становништво старо 3 године и више које говори аутохтони језик и шпански                  | 1003     |
| 67  | Становништво од 5 година и више које говори аутохтони језик                                      | 2288     |
| 68  | Становништво од 5 година и више које говори аутохтони језик и не говори шпански језик            | 56       |
| 69  | Становништво од 5 година и више које говори аутохтони језик и говори шпански језик               | 2134     |
| 70  | Становништво у домородачким домаћинствима                                                        | 4840     |
| 71  | Становништво са ограничењима у активностима                                                      | 1918     |
| 72  | Становништво са ограниченим ходањем или кретањем, горе или доле                                  | 899      |
| 73  | Становници са ограничењима вида, чак и уз кориштење сочива                                       | 710      |
| 74  | Становништво са ограничењима говора, комуникације или конверзације                               | 234      |
| 75  | Становништво са ограниченим слухом                                                               | 194      |
| 76  | Становништво са ограничењима при одевању, купању или јелу                                        | 111      |
| 77  | Становништво са ограничењима у опажању или учењу једноставних ствари                             | 117      |
| 78  | Становништво са менталним ограничењима                                                           | 210      |
| 79  | Становништво без ограничења активности                                                           | 38836    |
| 80  | Становништво од 3 до 5 година које не похађа школу                                               | 1241     |
| 81  | Мушко становништво од 3 до 5 година које не похађа школу                                         | 625      |
| 82  | Женско становништво од 3 до 5 година које не похађа школу                                        | 616      |
| 83  | Становништво од 6 до 11 година које не похађа школу                                              | 279      |
| 84  | Мушко становништво од 6 до 11 година које не похађа школу                                        | 154      |
| 85  | Женско становништво од 6 до 11 година које не похађа школу                                       | 125      |
| 86  | Становништво од 12 до 14 година које не похађа школу                                             | 361      |
| 87  | Мушко становништво од 12 до 14 година које не похађа школу                                       | 193      |
| 88  | Женско становништво од 12 до 14 година које не похађа школу                                      | 168      |
| 89  | Становништво од 15 до 17 година похађа школу                                                     | 1818     |
| 90  | Мушко становништво од 15 до 17 година похађа школу                                               | 955      |
| 91  | Женско становништво између 15 и 17 година живота у школи                                         | 863      |
| 92  | Становништво од 18 до 24 године похађа школу                                                     | 700      |
| 93  | Мушко становништво од 18 до 24 године похађа школу                                               | 373      |
| 94  | Женско становништво од 18 до 24 године похађа школу                                              | 327      |
| 95  | Становништво од 8 до 14 година које не може да чита и пише                                       | 691      |
| 96  | Мушко становништво старосног доба од 8 до 14 година које не може да чита и пише                  | 393      |
| 97  | Женско становништво старосног доби од 8 до 14 година које не може да чита и пише                 | 298      |
| 98  | Становништво од 15 година и више које је неписмено                                               | 4159     |
| 99  | Мушко становништво од 15 година и више које је неписмено                                         | 1822     |
| 100 | Женско становништво од 15 година и више које је неписмено                                        | 2337     |
| 101 | Становништво старо 15 и више година без школовања                                                | 4319     |
| 102 | Мушко становништво старо 15 и више година без школовања                                          | 2024     |
| 103 | Женско становништво старо 15 и више година без школовања                                         | 2295     |
| 104 | Становништво старосног доба 15 и више година са непотпуним основним образовањем                  | 5356     |
| 105 | Мушко становништво старосног доба од 15 година и више са непотпуном основним образовањем         | 2926     |
| 106 | Женско становништво старосног доба 15 и више година са непотпуном основним образовањем           | 2430     |
| 107 | Становништво старо 15 и више година са комплетним основним образовањем                           | 4443     |
| 108 | Мушко становништво старо 15 година и више са комплетним основним образовањем                     | 2321     |
| 109 | Женско становништво старо 15 и више година са комплетним основним образовањем                    | 2122     |
| 110 | Становништво старосног доба 15 и више година са непотпуним средњим образовањем                   | 1701     |
| 111 | Мушко становништво старосног доба од 15 година и више са непотпуним средњим образовањем          | 909      |
| 112 | Женско становништво старосног доба од 15 година и више са непотпуним средњим образовањем         | 792      |
| 113 | Становништво старо 15 и више година са пуним секундарном образовањем                             | 7234     |
| 114 | Мушко становништво старосног доба од 15 година и више са пуним секундарном образовањем           | 3464     |
| 115 | Женско становништво старосног доба од 15 година и више са пуним секундарном образовањем          | 3770     |
| 116 | Становништво старије од 18 година са постосновним образовањем                                    | 2919     |
| 117 | Мушко становништво старије од 18 година са постосновним образовањем                              | 1540     |
| 118 | Женско становништво старије од 18 година са постосновним образовањем                             | 1379     |
| 119 | Просечна оцена школовања                                                                         | 6.12     |
| 120 | Просечан ниво образовања мушке популације                                                        | 6.14     |
| 121 | Просечан ниво образовања женског становништва                                                    | 6.1      |
| 122 | Економски активно становништво                                                                   | 14019    |
| 123 | Економски активна мушка популација                                                               | 11765    |
| 124 | Економски активна женска популација                                                              | 2254     |
| 125 | Становништво које није економски активно                                                         | 15548    |
| 126 | Мушко становништво које није економски активно                                                   | 3221     |
| 127 | Женско становништво које није економски активно                                                  | 12327    |
| 128 | Запослено становништво                                                                           | 13818    |
| 129 | Запослено мушко становништво                                                                     | 11593    |
| 130 | Запослено женско становништво                                                                    | 2225     |
| 131 | Незапослена популација                                                                           | 201      |
| 132 | Незапослена мушка популација                                                                     | 172      |
| 133 | Незапослена женска популација                                                                    | 29       |
| 134 | Становништво без права на здравствене услуге                                                     | 9480     |
| 135 | Становништво које има право на здравствене услуге                                                | 31465    |
| 136 | Становништво које има право на ИМСС                                                              | 2071     |
| 137 | Становништво које има право на социјално осигурање                                               | 994      |
| 138 | Становништво које има право на државно социјално осигурање                                       | 35       |
| 139 | Становништво које има право на опште осигурање или здравствено осигурање за нову генерацију      | 28361    |
| 140 | Становништво које је било једном или није било у браку током 12 година и више                    | 10216    |
| 141 | Венчано или уједињено становништво од 12 година и више                                           | 16882    |
| 142 | Становништво које је било у браку или уједињено 12 година и више                                 | 2609     |
| 143 | Становништво са католичком религијом                                                             | 22032    |
| 144 | Протестанти, еванђелисти и библијски следбеници различити од еванђелиста                         | 11168    |
| 145 | Становништво са другим религијама различитим од претходних                                       | 38       |
| 146 | Становништво без религије                                                                        | 7352     |
| 147 | Укупно пописаних домаћинства                                                                     | 10298    |
| 148 | Пописна домаћинства на челу са мушкарцима                                                        | 8391     |
| 149 | Пописна домаћинства на челу са женама                                                            | 1907     |
| 150 | Становништво у пописним домаћинствима                                                            | 40958    |
| 151 | Становништво у пописним домаћинствима на челу са мушкарцима                                      | 34419    |
| 152 | Становништво у пописним домаћинствима на челу са женама                                          | 6539     |
| 153 | Укупно домаћинстава                                                                              | 12392    |
| 154 | Укупно насељених домаћинстава                                                                    | 10367    |
| 155 | Укупно приватних кућа                                                                            | 12323    |
| 156 | Насељени приватни домови                                                                         | 10298    |
| 157 | Укупно насељених приватних кућа                                                                  | 10365    |
| 158 | Ненасељене приватне куће                                                                         | 1313     |
| 159 | Појединачна домаћинства за привремену употребу                                                   | 712      |
| 160 | Становници у насељеним приватним кућама                                                          | 40958    |
| 161 | Насељеност станара у приватним становима                                                         | 3.98     |
| 162 | Просечно становника по соби у приватним насељеним домаћинствима                                  | 1.53     |
| 163 | Појединачна домаћинства са подовима од различитих материјала од земље                            | 8462     |
| 164 | Појединачна домаћинства у приземљу                                                               | 1780     |
| 165 | Појединачна домаћинства са једном спаваћом собом                                                 | 6252     |
| 166 | Појединачна домаћинства са две спаваће собе и више                                               | 3980     |
| 167 | Појединачна домаћинства са једним собом                                                          | 2174     |
| 168 | Појединачна домаћинства са две собе                                                              | 3080     |
| 169 | Појединачна домаћинства са 3 собе и више                                                         | 4969     |
| 170 | Појединачна домаћинства која имају електрично светло                                             | 8625     |
| 171 | Појединачна домаћинства која немају електрично светло                                            | 1622     |
| 172 | Појединачна домаћинства која имају водоводну воду у стамбеном простору                           | 8084     |
| 173 | Појединачна домаћинства која немају водоводну воду у стамбеном простору                          | 2156     |
| 174 | Појединачна домаћинства која имају тоалет                                                        | 8589     |
| 175 | Појединачна домаћинства која имају канализацију                                                  | 6919     |
| 176 | Појединачна домаћинства која немају канализацију                                                 | 3290     |
| 177 | Појединачна домаћинства која имају електрично светло, довод воде из јавне мреже и канализацију   | 6103     |
| 178 | Појединачна домаћинства без икаквих услова                                                       | 1845     |
| 179 | Појединачна домаћинства која имају радио                                                         | 3590     |
| 180 | Појединачна домаћинства која имају телевизор                                                     | 7278     |
| 181 | Појединачна домаћинства која имају фрижидер                                                      | 5907     |
| 182 | Појединачна домаћинства која имају машину за веш                                                 | 4736     |
| 183 | Појединачна домаћинства која имају аутомобил или комби                                           | 1818     |
| 184 | Појединачна домаћинства која имају рачунар                                                       | 583      |
| 185 | Појединачна домаћинства која имају фиксну телефонску линију                                      | 1583     |
| 186 | Појединачна домаћинства која имају мобилни телефон                                               | 2885     |
| 187 | Појединачна домаћинства која имају приступ интернету                                             | 248      |